# EOS
El EOS, anomenat així per les seues inicials en anglès (Earth Observing System) és un programa espacial de la NASA que comprèn una sèrie missions de satèl·lits artificials i instruments científics en òrbita terrestre dissenyats per a una observació global a llarg termini que obtinga dades de: la superfície, l'atmosfera, biosfera, els oceans i la Terra.

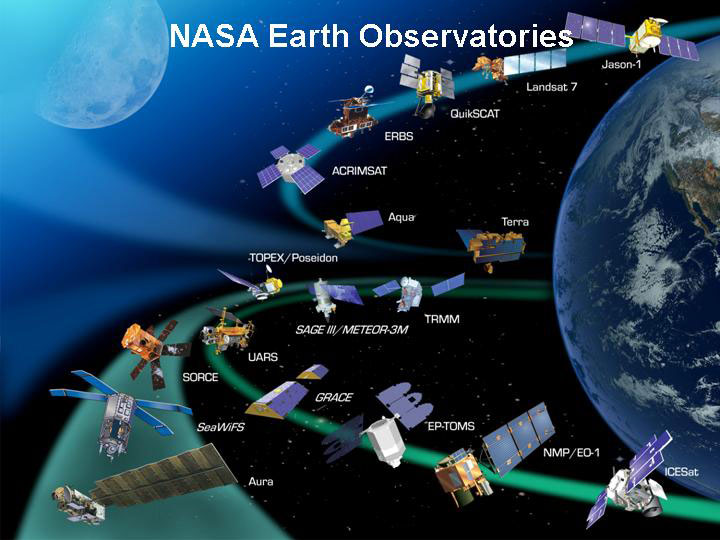
Satèl·lits que observen la Terra del programa EOS de la NASA

| Satèl·lit            | Llançament     | Llançament     | Llançament                      | Agencia espacial |
| Satèl·lit            | Data           | Data           | Lloc de llançament              | Agencia espacial |
| -------------------- | -------------- | -------------- | ------------------------------- | ---------------- |
| SeaWiFS              | 1 d'agost      | 1997           |                                 |                  |
| TRMM                 | 27 de novembre | 1997           | Tanegashima                     | NASA / JAXA      |
| Landsat 7            | 15 d'abril     | 1999           | Vandenburg                      | NASA             |
| QuikSCAT             | 19 de juny     | 1999           | Vandenberg                      | NASA / JPL       |
| Terra                | 18 de desembre | 1999           | Vandenberg                      | multiple         |
| ACRIMSAT             | 20 de desembre | 1999           | Vandenberg                      | NASA / JPL       |
| NMP/EO-1             | 21 de novembre | 2000           |                                 |                  |
| Jason 1              | 7 de desembre  | 2001           |                                 | NASA / CNES      |
| Meteor 3M-1/Sage III | 10 de desembre | 2001           | Baikonur                        |                  |
| GRACE                | 17 de març     | 2002           |                                 |                  |
| Aqua                 | 4 de maig      | 2002           | Vandenberg                      | multiple         |
| ADEOS II/Midori II   | 12 de desembre | 2002           |                                 |                  |
| ICESat               | 12 de gener    | 2003           | Vandenberg                      | NASA             |
| SORCE                | 25 de gener    | 2003           | Cap Canaveral                   | NASA             |
| Aura                 | 15 de juliol   | 2004           | Vandenberg                      | multiple         |
| CloudSat             | 28 d'abril     | 2006           | Vandenberg                      | NASA             |
| CALIPSO              | 28 d'abril     | 2006           | Vandenberg                      | NASA             |
| Hydros               | Juny           | 2006           |                                 |                  |
| NPOESS               | Octubre        | 2006           |                                 | NASA / NOAA      |
| ESSP                 | due Agost 2008 | due Agost 2008 |                                 |                  |
| OCO                  | 23 de febrer   | 2009           | Va fallar en posar-se en òrbita | NASA / NOAA      |
| Aquarius             | 10 de juny     | 2011           | Vandenberg                      | NASA / CONAE     |
| NMP/EO-3             |                |                |                                 |                  |